# Банкельс, Рафаэль
Рафаэль Банкельс Гарафулла (исп. Rafael Banquells Garafulla; 25 июня 1917, Гавана, Куба — 27 октября 1990, Мехико, Мексика) — известный кубинский и мексиканский актёр, режиссёр, оператор и продюсер.

## Биография
Родился 25 июня 1917 года в Гаване. В кино попал случайно — в двухлетнем возрасте вместе с родителями отправился в путешествие в Испанию, где оказался рядом со съёмочной группой и режиссёр немого фильма La dama duende Хосе Мария Кодина взял его на маленький эпизод и эпизод получился блестящим. В следующий раз он принял участие в съёмках в 1936 году также в Испании. В 1940 году переехал в Мехико и посвятил этому городу всю оставшуюся жизнь. Работал в кинематографе в разных жанровых направлениях в качестве актёра, режиссёра, оператора и продюсера. Был занят в 111 работах в кино и теленовеллах, из них: в 76 фильмах и теленовеллах работал в качестве актёра, поставил 34 мексиканские теленовеллы в качестве главного и 2-го режиссёров, по одному фильму в качестве оператора и продюсера. В 1979 году работал в качестве 2-го режиссёра в теленовелле «Богатые тоже плачут», и главный режиссёр Фернандо Чакон предложил ему роль Падре Адриана, а его дочери — роль Эстер. После исполнения роли Падре Адриана и Эстер, отец и дочь стали известны во всём мире. Рафаэль Банкельс воспитал плеяду молодых актёров театра и кино, благодаря ему зажглась звезда известной мексиканской актрисы Бланки Торрес. В 1960-х годах XX века он открыл свой собственный театр.
Скончался 27 октября 1990 года в Мехико.

## Личная жизнь
Рафаэль Банкельс был женат дважды:
- Первой супругой актёра была актриса Сильвия Пиналь. У пары родилась девочка — будущая актриса Сильвия Паскуэль. Супруги развелись.
- Второй супругой актёра была актриса Дина де Марко. Союз был крепким и надёжным. Дина де Марко подарила супругу шестеро детей, трое из которых пошли по стопам своих родителей — актриса и певица Росио Банкельс, актриса и певица Марипас Банкельс и автор сценария, актёр и режиссёр Рафаэль Банкельс-младший (Мачеха).

## Награды и премии

### TVyNovelas
| Год  | Категория       | Теленовелла                  | Результат |
| ---- | --------------- | ---------------------------- | --------- |
| 1986 | Лучший режиссёр | Заброшенный; Пожить немножко | Номинация |